# Campeonato Europeo de Halterofilia de 1913
El XVII Campeonato Europeo de Halterofilia se celebró en Brno (Austria-Hungría) entre el 20 y el 21 de febrero de 1913 bajo la organización de la Federación Europea de Halterofilia (EWF) y la Federación Austríaca de Halterofilia.

## Medallistas
1. 1 2 3  Total (en kg) de la suma de diferentes levantamientos.

## Medallero
| Núm. | País     | Oro | Plata | Bronce | Total |
| ---- | -------- | --- | ----- | ------ | ----- |
| 1    | Austria  | 3   | 4     | 3      | 10    |
| 2    | Alemania | 1   | 0     | 1      | 2     |
|      | TOTAL    | 4   | 4     | 4      | 12    |